# Les Belles et les Bêtes
Les Belles et les Bêtes est le 4e épisode de la saison 3 de la série télévisée Buffy contre les vampires.

## Résumé
Lors d'une patrouille, Buffy se fait agresser par Angel, qui agit comme un animal sauvage, et découvre ainsi qu'il est de retour. Elle réussit à le maîtriser et le ramène dans son ancien repaire. La pleine lune arrive et Oz s'enferme dans la cage de la bibliothèque de Giles, attendant sa transformation en loup-garou. Alex, qui doit le surveiller, s'endort. Le lendemain, quand il se réveille, Oz est toujours là, mais la fenêtre de la cage, par où il aurait pu passer, est ouverte. Le Scooby-gang apprend que, la nuit précédente, Jeff Orkin, un ami d'Oz, a été retrouvé mort et qu'il a été massacré par un animal d'une grande férocité. Tout le groupe a peur que le coupable soit Oz alors que Buffy se demande si le responsable ne pourrait pas être Angel. 
Buffy passe du temps avec Scott Hope et un couple d'amis à lui, Pete et Debbie. Lorsqu'elle va chez le conseiller d'éducation, elle le trouve mort, le visage déchiqueté, ce qui innocente Oz et Angel puisque le meurtre a eu lieu en plein jour. Pendant ce temps, on apprend que Pete fait usage d'une substance qui le transforme en monstre (un peu à la manière de Mister Hyde). Pete est extrêmement jaloux des hommes qui fréquentent Debbie un peu trop et il la frappe, ce dont Oz se rend compte plus tard en voyant Debbie. Pete va trouver Oz pour le tuer mais la nuit tombe et Oz se transforme en loup-garou, ce qui équilibre le combat. Le reste du Scooby-gang arrive et Oz et Pete s'enfuient chacun de leur côté. Faith neutralise Oz avec un fusil tranquillisant alors que Pete retrouve Debbie et la tue. Il prend ensuite le dessus sur Buffy mais Angel intervient à ce moment et finit par le tuer. Il s'effondre ensuite en larmes auprès de Buffy, semblant avoir récupéré une partie de son humanité.

## Statut particulier
Pour Noel Murray, du site The A.V. Club, « l'idée d'un épisode explorant comment l'agressivité masculine affecte la vie des femmes » est intéressante mais le thème est « traité assez maladroitement » et l'épisode souffre de plus « d'un rythme trop relâché, d'un humour trop rare et d'un ton trop moralisateur ». La BBC estime que l'épisode est « une interprétation assez maladroite » de L'Étrange Cas du docteur Jekyll et de M. Hyde qui met beaucoup de temps à démarrer et dont la fin est « bâclée », et regrette la disparition de Platt alors que c'était « un personnage prometteur ». Mikelangelo Marinaro, du site Critically Touched, lui donne la note de B, évoquant un épisode « qui semble assez ennuyeux et inutile au premier abord » mais que la façon dont Buffy et Willow « réagissent à la bête intérieure » d'Angel et Oz est traitée de façon intéressante, les personnages de Pete et Debbie, beaucoup moins attractifs, servant de contraste par rapport à eux.

## Analyse
Pour Lorna Jowett, dans Sex and the Slayer, l'épisode insiste sur la relation entre la masculinité et l'agressivité bestiale, tous les suspects comme monstres possibles étant des hommes. Les lectures par Buffy de passages de L'Appel de la forêt soulignent combien les instincts sauvages sont proches de la surface chez l'homme. Giles définit dans l'épisode deux types de monstres, les premiers pouvant et voulant être sauvés (exemple illustré par Angel et Oz) alors que les seconds ont abandonné à la fois raison et sentiments (exemple illustré par Pete, qui est la version du Buffyverse de docteur Jekyll et Mister Hyde). L'épisode met en avant le fait que la passion, ou la sexualité, peuvent servir de prétexte à un comportement dominant et violent, mais aussi que certaines femmes sont attirées par le modèle du mâle alpha ou du « mauvais garçon ». Pour Jowett, la morale de l'épisode est qu'un comportement masculin dur et dominant, qui considère les sentiments tel que l'amour comme des faiblesses, est codé comme mauvais.
Dans l'épisode, au moment d'examiner le corps à la morgue, Willow utilise une mallette (ou boîte-repas) Scooby Doo pour ranger son nécessaire à autopsie, référence au "Scooby Gang" (le nom donné à la bande de Buffy et ses amis par Xander dans la seconde partie de l'épisode 10 de la saison 2 "Kendra (partie 2)").

## Distribution

### Acteurs et actrices crédités au générique
- Sarah Michelle Gellar : Buffy Summers
- Nicholas Brendon : Alexander Harris
- Alyson Hannigan : Willow Rosenberg
- Charisma Carpenter : Cordelia Chase
- David Boreanaz : Angel
- Seth Green : Oz
- Anthony Stewart Head : Rupert Giles

### Acteurs et actrices crédités en début d'épisode
- Fab Filippo : Scott Hope
- John Patrick White : Pete
- Danielle Weeks : Debbie
- Phill Lewis : M. Platt
- Eliza Dushku : Faith Lehane